# Слинг
Слинг (англ. sling — перевязь), или бэби-слинг (англ. baby sling), так же кенгуру — тканевое приспособление разных конструкций, используемое для переноски ребёнка в первые месяцы жизни и до 2-3 лет.

## Название
Название «слинг» появилось в русском языке в 1990-е годы из английского языка. Варваризм.

## История
Ношение детей в тканевых приспособлениях известно с древнейших времён. На Руси традиционно детей носили дома и на улице в подоле (переднике). Старшие девочки носили таким образом младших детей на бедре. Поговорка «принесла в подоле» имеет корни именно в этом обычае.
В таблице перечислены тканые (лоскутные) носители в некоторых традиционных культурах.
| Страна/регион/народ    | Название приспособления | Написание на родном языке                                                                                | Краткое описание |
| ---------------------- | ----------------------- | --- | --- |
| Африка                 | канга, кикуй            | | полотно ткани в форме большого платка размером примерно 150х100 см.                                                       |
| Цыгане                 | шаль (дыкхло),плащ      | | |
| Китай                  | май-тай, май-слинг      | кит. упр. 孭帶, пиньинь miēdài, палл. медай, буквально: «пояс для ношения за плечами» (кантонское слово) | прямоугольник из плотной ткани, в углы которого вшиты длинные лямки (2 м).                                                |
| Вьетнам, Корея         | пходэги                 | 포대기 (podaegi)                                                                                         | длинный широкий передник.                                                                                                 |
| Япония                 | омбухимо                | 負んぶ紐                                                                                                 | прямоугольник из плотной ткани, в верхние углы вшиты длинные лямки, а к нижним пришиты кольца или петли из плотной ткани. |
| Удмуртия               |                         | ныпъет                                                                                                   | прямоугольник из плотной ткани, лямки проходят от верхних углов к нижним и не регулируются.                               |
| Мексика, Южная Америка | ребозо                  | rebozo                                                                                                   | полоса ткани длиной примерно 2 м, шириной около 70 см.                                                                    |
| Россия                 | подол                   | подол | см. ниже. |
| Белоруссия             | платок, рушник          | | |
| Арктика                | амаути                  | amauti, amaut, amautik                                                                                   | куртка с большим карманом на спине под капюшоном, в который помещают ребёнка.                                             |

## Виды

### С кольцами (Ring Sling)
Это полоса ткани длиной около 2 метров, к одному концу которой пришиты кольца. Застёгивают слинг, протянув второй конец ткани (регулировочную лямку) в кольца (сначала в оба, потом обратно в одно). Застёгнутый слинг надевают через голову на плечо. Получается «гнёздышко», в которое помещают ребёнка. В таком слинге можно его носить с рождения и до тех пор, пока родитель может поднять и нести ребёнка, обычно прочность рассчитана на ребёнка весом до 20 кг в возрасте до трёх лет. Ребёнок может лежать или сидеть в разных положениях. Внутренний объём колыбели слинга изменяется, для этого надо ослабить или натянуть свободный конец слинга или регулировочной лямки.

### Слинг-шарф (Wrap)
Это полоса ткани длиной 2-6 м и шириной 50-80 см. Ткань может тянуться во все стороны (трикотажные слинги) или только по диагонали (тканые слинги). Слинг обматывается специальным образом вокруг родителя. В шарф можно посадить ребёнка самыми разными способами, включая положение на спине, бедре, на животе.
Классический слинг-шарф имеет длину 4-6 м. Коротким называют слинг-шарф, который имеет длину 2-4 м.
Самый короткий слинг-шарф, или «ребозо» (исп. rebozo), имеет длину 2-2,7 м, его носят через одно плечо (как слинг с кольцами и слинг-карман). Один из вариантов завязывания ребозо — скользящий узел, позволяющий регулировать размер уже надетого слинга.

### Слинг-карман (Pouch) и слинг-труба

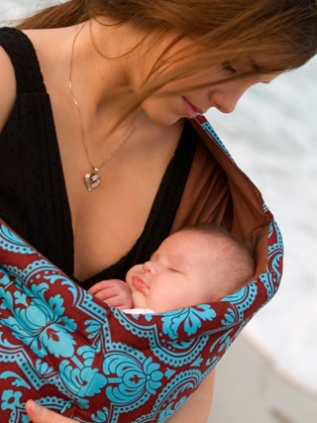

Слинг-труба и слинг-карман представляют собой кольцо из ткани, надеваемое на одно плечо взрослого наискось. Для его пошива может использоваться разнообразная ткань, начиная от бязи, сатина и шёлка и заканчивая флисом. Слинг-труба придерживает ребёнка за счёт простой полосы ткани, обнимающей его спину, попу и бёдра. Ребёнок помещается спереди, сзади или на боку взрослого в подобие гамака. Слинг-карман (pouch) производится по выкройке, создающей вокруг малыша углубление-карман.
Перед надеванием карман необходимо сложить пополам по всей длине. На плече взрослого ткань остаётся сложенной, в районе попы младенца слинг раскрывается в карман. За счёт этого создается дополнительная поддержка ребёнка из-за специального натяжения ткани от попы младенца к плечу взрослого.
Слинг-трубу для подтягивания ткани отворачивают на плече. То же самое делают с тянущимся (трикотажным, флисовым) карманом. Слинг-карман из нетянущейся ткани не требует такого отворота, но может начать передавливать плечо взрослого при отворачивании ткани, лежащей на плече.
В слинг-трубу и слинг-карман малыша можно поместить во множество разных положений: лёжа, полусидя, сидя на бедре и за спиной.
Слинги-карманы бывают регулируемые и цельносшитые. Цельносшитый слинг следует подбирать по размеру взрослого (чаще всего используются три-четыре размера). В рамках одного размера допускаются отклонения от стандартных размеров в большую или меньшую сторону, поскольку большинство карманов шьются из эластичной ткани. Размер регулируемого слинга можно менять в более широком диапазоне (до 7 размеров в одном слинге), однако он становится тяжелее за счёт приспособлений для смены размера.

### Май-слинг
Май-слинг (Mei Thai, Mei Tai, Asian Baby Carrier) — общее название для одного из видов слингов, обычно это прямоугольный кусок ткани с лямками по углам.
Традиция подобного способа переноски детей насчитывает тысячелетнюю историю и характерна для многих стран Азии, таких как Китай и Таиланд.
Пока малыш не сидит, его следует прижимать к взрослому с помощью перекрещивающихся на спинке верхних лямок, которые потом уходят под ножки ребёнка и завязываются за спиной у носящего. Перекрещённые на спинке ребёнка и расправленные лямки позволяют лучше распределить давление на спинку и бёдра малыша. Если ребёнок устойчиво сидит, можно отказаться от перекрестья на спинке и завязывать узел под попой ребёнка. Традиционные положения в май-слинге: вертикально на животе или на спине, также есть возможность ношения на бедре и горизонтально в «колыбельке».
Май-слинг сочетает в себе удобства слинга-шарфа и кенгуру. Меньшее, по сравнению со слингом-шарфом, количество ткани позволяет более комфортно носить ребёнка и зимой, под одеждой, и летом, в жаркую погоду.
С май-слингом легко освоить ношение ребёнка на спине. Май-слинг надёжно фиксирует ребёнка в этом положении. Обычно консультанты рекомендуют приступать к этому способу ношения не ранее 3—4 месяцев.

### Омбухимо
Омбухимо (яп. 負んぶ紐, дословно «лента для ношения за спиной») — японская разновидность слинга. Похож на май-слинг, но принцип завязывания у омбухимо несколько иной, и вес в нём распределяется иначе. По конструкции отличается от май-слинга тем, что вместо нижней поясной лямки у него используются кольца или петли из ткани, в которые продеваются верхние лямки.
Это проделывается уже после посадки ребёнка матери на живот или на спину (тогда как май-слинг сперва завязывается на талии, и тем самым низ май-слинга поддерживает ребёнка в момент завязывания верхних лямок).

### Фаст-слинг (слинг на фастексах)
Разновидность переноски, которая появилась при усовершенствовании май-слинга современными материалами. Конструкция внешне напоминает май-слинг, но имеет укороченные лямки, которые пристёгиваются к спинке слинга фастексами. Пояс такого слинга надевается «фартуком», как и май-слинг. Лямки носят перекрещенными на спине взрослого. Для равномерного распределения нагрузки важна плотность ткани, так как в отличие от слинга-шарфа или слинга с кольцами фаст слинг не должен заметно тянуться. Фаст-слинг рекомендуется использовать не ранее достижения 6 месяцев, однако при соблюдении критериев физиологичной посадки и подходящего размера слинга допустимо носить фаст-слинг с 4 месяцев. В фаст-слинге можно носить ребёнка как спереди, так и на спине или боку взрослого, однако на спине и боку допустимо ношение только после того, как ребёнок научился сидеть.

### Физиологичный рюкзак (эргономичный рюкзак)
Лямки в эргорюкзаке разных марок можно носить как перекрестно, так и параллельно с соединительной стропой. Рекомендации по возрасту ребёнка аналогичны фаст-слингу. Ребенок должен уметь подниматься на руках лёжа на животе, переворачиваться и полностью заполнять собой пространство рюкзака. Наиболее распространённая выкройка эргорюкзака рассчитана на ребёнка весом более 7,5 кг.

## Достоинства и недостатки
Достоинства:
- Освобождает руки матери для различных дел.
- Позволяет матери вести активную жизнь, ездить вместе с ребёнком, ходить по магазинам, гостям, музеям.
- При правильном ношении центр тяжести взрослого не смещается, носить ребёнка становится очень легко.
- Даёт ребёнку возможность смотреть по сторонам.
- Удобен для грудного вскармливания. В слинге можно покормить ребёнка незаметно для окружающих. Можно кормить в слинге и одновременно заниматься делами.

Недостатки:
- Риск пролить на ребёнка горячий напиток.
- Усталость матери или повреждение осанки ребёнка[9].
- Опасность, что ребёнок выпадет.
- Невозможность или ограничения к использованию в холодное (зимнее) время года.
- При неудачной модели слинга возможно удушье ребёнка. В США за 20 лет зафиксировано 13 случаев гибели детей в устройствах типа bag styled sling или bag-sling («сумка-слинг»)[9]. Ассоциация Слингоконсультантов России предостерегает от использования устройства типа «сумка-слинг»/«слинг-банан» и не включает его в число правильных, то есть физиологичных слингов[10].
- завязывание слинг-шарфа самостоятельно требует навыка и терпения.
- в России пункт 22.9 правил дорожного движения запрещает перевозку детей в транспортных средствах в слинге (слинг не относится к детским удерживающим устройствам).
- перевозка детей в самолёте в слинге запрещена (в США указанием Федерального авиационного управления (FAA), в РФ инструкциями авиакомпаний).